# Rudgea obesiflora
Rudgea obesiflora là một loài thực vật thuộc họ Rubiaceae. Đây là loài đặc hữu của Peru và có ở các khu rừng vùng đất thấp.